# Krumovo, Varna
Krumovo (în bulgară Крумово) este un sat în comuna Aksakovo, regiunea Varna,  Bulgaria. 

## Demografie
Componența etnică a satului Krumovo
     Bulgari (87,42%)
     Turci (8,57%)
     Nicio identificare (1,71%)
     Altele (2,28%)
La recensământul din 2011, populația satului Krumovo era de 175 locuitori. Din punct de vedere etnic, majoritatea locuitorilor (87,42%) erau bulgari, cu o minoritate de turci (8,57%). Pentru 1,71% din locuitori nu este cunoscută apartenența etnică.